# Draba alticola
Draba alticola är en korsblommig växtart som beskrevs av Vladimir Leontjevitj Komarov. Draba alticola ingår i släktet drabor, och familjen korsblommiga växter. Inga underarter finns listade i Catalogue of Life.